# Macrocalymma aliciae
Macrocalymma aliciae är en stekelart som beskrevs av Meade-waldo 1914. Macrocalymma aliciae ingår i släktet Macrocalymma och familjen Eumenidae. Inga underarter finns listade i Catalogue of Life.